# المشرفة (السدة)

تعديل مصدري - تعديل

المشرفة محلة تابعة لقرية الديمة، التابعة لعزلة بني الحارث بمديرية السدة إحدى مديريات محافظة إب في الجمهورية اليمنية.، بلغ تعداد سكانها 53 حسب تعداد اليمن لعام 2004.